# توري كيلي
توري كيلي (بالإنجليزية: Tori Kelly)‏ واسمها الحقيقي هو فكتوريا لورين كيلي (بالإنجليزية: Victoria Loren Kelly)‏ هي مغنية وكاتبة أغاني وممثلة ومنتجة تسجيلات ويوتيوبر أمريكية ولدت في يوم 14 ديسمبر 1992 في بلدة ويلدومار في كاليفورنيا. بدأت الغناء على اليوتيوب وهي طفلة واشتهرت فيه. في سنة 2012 أطلقت أول ألبوم لها، وفي سنة 2016 مثلت كمدبلجة في فيلم هواة الغناء. كما شاركت في برنامج ذا فويس (النسخة الأمريكية) في سنة 2016، حيث أصبحت مستشارة لآدم ليفين.